# Kemptville
Kemptville är en ort i Kanada.   Den ligger i provinsen Ontario, i den sydöstra delen av landet, 40 km söder om huvudstaden Ottawa. Kemptville ligger 96 meter över havet och antalet invånare är 500.
Terrängen runt Kemptville är mycket platt. Runt Kemptville är det ganska glesbefolkat, med 25 invånare per kvadratkilometer.. Det finns inga andra samhällen i närheten. 
Omgivningarna runt Kemptville är en mosaik av jordbruksmark och naturlig växtlighet.